# 藤川流
藤川流（ふじかわりゅう）は日本舞踊における流派の一つ。1967年に藤川澄十郎（現在の藤川爵応）が創流し、古典の流儀を大切に、基本に重きを置きながら時代にあった新舞踊にも力を入れている。荒川区南千住に本拠地を置き、支部は大子、名古屋、壱岐、熊本、奄美など全国に広がっている。また、踊りをより身近に感じてもらうためカルチャースクールや企業及び学校の舞踊部での指導も行っている。現在の家元は二代目家元を継いだ藤川澄十郎、宗家は藤川爵応。

## 年譜
- 1968年 - 藤川流創流記念特別講演（東横劇場）
- 1972年 - 新橋演舞場にて5周年記念特別公演
- 1976年 - タイ皇太子 婚約披露パーティーにて国賓として祝舞
- 1977年 - 歌舞伎座にて10周年記念特別公演
- 1982年 - 国立劇場大劇場にて15周年記念特別公演
- 1986年 - 現家元 藤川澄十郎誕生
- 1993年 - 国際芸術文化賞受賞（藤川爵応）
- 1998年 - 教育文化功労者賞受賞（藤川爵応）
- 2002年 - 初代藤川澄十郎が藤川爵応に改名、現藤川澄十郎襲名
- 2007年 - 藤川澄十郎 日中国交正常化記念公演として上海、天津、北京など中国各地で公演
- 2017年 - 浅草公会堂にて50周年記念特別公演